# Смагин, Виталий Георгиевич
Вита́лий Гео́ргиевич Сма́гин (14 июля 1937, Братцево, Московская область — 9 декабря 2015, Иркутск) — советский и российский живописец, художник-монументалист. Народный художник Российской Федерации (1993). Член-корреспондент Российской академии художеств (2007). Почётный гражданин Иркутска.

## Биография
В 1965 году окончил Иркутское художественное училище. В 1971 году окончил Ленинградское высшее художественно-промышленное училище имени В. И. Мухиной. В 1982—1986 годах был председателем Иркутского областного Союза художников.
Автор проекта мемориала «Вечный огонь» и мемориала на Лисихинском кладбище в Иркутске, а также мемориального кладбища в Пивоварихе.
Участник выставок в СССР, Афганистане, Германии, Монголии, США, Франции, Японии. Картины находятся в Русском музее (Санкт-Петербург), в художественной галерее г. Пила (Польша), в музеях Барнаула, Иркутска, Кемерово, Красноярска, Новокузнецка, а также в частных коллекциях.

## Память
- В Иркутске на доме, где жил Виталий Смагин, установлена мемориальная доска[3].